# Wienerwald (obec)
Obec Wienerwald leží v severní části stejnojmenného výběžku Alp (Wienerwaldu), v okrese Mödling.
Obec vznikla teprve roku 1972 po obecní reformě spojením čtyř obcí (Dornbach, Grub, Sittendorf a Sulz im Wienerwald), které leží na rovině u Mödlingu.

## Části obce
Obec se skládá z katastrálních území: Dornbach, Grub, Sittendorf, Stangau a Sulz im Wienerwald.
- Dornbach: sestává z "Rotte Lindenhofu", malé části u potoka Buchelbach a s některými domy u hlavní silnice do Sulzu.
- Sittendorf: sestává z malé osady a "Rotte Wildegg" (se stejnojmenným zámkem) a části u nové cesty. V letech 1848 až 1938 byl sloučený s Dornbachem v jednu obec. Od roku 1954 byl samostatnou obcí.
- Grub: sestává z místa "Rote Gföhler" a části u potoka Buchelbachu. V období 1848 až 1938 a opět od 1954 byl samostatnou obcí.
- Stangau: sestává z osady Stangau (srostlou se Sulzem), jakož i s částmi Wöglerin, Gruberau Buchelbach. Na severozápadním okraji katastrálního území je nejvyšší kopec obce (Steinplattl 649 m).
- Sulz im Wienerwald: sestává z osady Sulz im Wienerwald a "Rotte Rohrberg". V letech 1848 až 1934 je Sulz a Stangau spojený v obec "Sulz-Stangau" a znovu opět rozdělen. Přejmenování na "Wöglerin" kvůli vysokým výdajům se neuskutečnilo. Sulz je přejmenovaný na Sulz im Wienerwald a roku 1954 je opět spojený se Stangau.

Od 15. října 1938 do 31. srpna 1954 byla všechna katastrální území v části 24. městského okresu Velké Vídně. Od 1. ledna 1972 jsou všechna katastrální území spojena v obec Wienerwald.

## Sousední obce
Na severu je Wolfsgraben, severovýchodně Breitenfurt bei Wien, na východě Kaltenleutgeben a Hinterbrühl, jihovýchodně Gaaden, na jihu Heiligenkreuz, jihozápadně Alland a západně Klausen-Leopoldsdorf,

## Historie
Sulz byl poprvé uveden v klášterní knize kláštera Heiligenkreuz. Za rakouského vévody Fridricha II. v roce 1236 byla udělena státní práva klášteru Heiligenkreuz. V roce 1477 jsou celé Dolní Rakousy obsazeny Matyášem Korvínem. Roku 1590 byly opět osídlovány a za druhého tureckého obléhání 1683 opět zničeny.
„Sittendorf“ byl již v roce 1114 v Klosterneuburském kodexu nazýván Sichendorf, Sickendorf, Sickindorf, Sighendorf, Sigchendorf, Sigkhendorff, Sikkendorf.
Dne 6. srpna 1981 se zřítil na katastrální území Grub letoun Saab 105 rakouského vojenského letectva. Spadl na obytný dům Karl Musila, sólového tanečníka vídeňské státní opery. Umělec, jeho žena a dvě děti utrpěli těžké popáleniny. Oba piloti, major Alois Strahner a poručík Gerhard Wiesinger přišli o život.

## Hospodářství
Zemědělské obyvatelstvo se přeorientovalo na chov koní. Tím se docílil také cestovní ruch. Také lidé z Vídně si zde budují druhé bydliště a usídlují se.

## Doprava
Doprava je omezena jen na veřejné autobusy z Mödlingu a z Vídně-Liesingu, avšak snižují večerní spoje. Provoz zajišťují linky společnosti "VOR". Vídeňský vnější dálniční okruh je v blízkosti "Sittendorfu" s nájezdem u Heiligenkreuzu.

## Turismus
Každoročně se v Sittendorfu pořádají národní závody v motokrosu. Dříve zde bylo také mistrovství světa.
Také pro pohyb nabízejí malé obce velké možnosti turistických stezek a také různé labužnické přebory.
Pozoruhodností je také nabídka hradu Wildegg.

## Vývoj počtu obyvatel
V roce 1971 zde žilo 1.381 obyvatel, 1981 1.553, 1991 1.996, 2001 2.409 a v roce 2006 zde žilo 2.462 obyvatel.